# Західна Ява
Західна Ява (індонез. Jawa Barat, сунд. Jawa Kulon), скорочено Джабар (індонез. Jabar) — провінція Індонезії на заході острова Ява. Межує з провінцією Центральна Ява на сході, Індійським океаном на півдні, Яванським морем на півночі, провінцією Бантен на заході та столичним районом Джакарта на північному заході. Бандунг — столиця та найбільше місто провінції. Територія Західної Яви 35 378 км². Населення 43 053 732 особи (2010, перепис).
2000 р. західна частина провінції від'єдналася й утворила окрему провінцію Бантен із столицею Серанг.

## Географія
В ландшафті Західної Яви переважає пояс вулканів, що йде із заходу на схід. Він включає гори Ґеде, Панранго, Кенданг, Череме. Найвищі з них мають висоту близько 3000 м. Скупчення цих вулканів формує нагір'я, включаючи плато Пріангана, розташоване на висоті близько 300 м над рівнем моря, яке складається з майже горизонтальних вапнякових порід. Плато тягнеться більш як на 160 км уздовж південного узбережжя і виходить на відносно вузьку смугу прибережних низин.
Уздовж північного узбережжя провінції лежить ширша алювіальна рівнина з родючими ґрунтами, що утворилися завдяки стіканню лави та вулканічного попелу. Тут зосереджена більша частина населення провінції. Річки Читарум і Манук течуть з гір на північ, перетинають низини і впадають в Яванське море, Чибуні та Лакі течуть на південь і впадають в Індійський океан.
Майже всі ліси низинної частини Західної Яви були знищені й перетворені на сільськогосподарські угіддя і пасовища. Залишились тільки невеликі гаї поблизу сіл та в деяких місцях поодинокі дерева. Гори все ще вкриті густими тропічними лісами, вони складаються з тику, салу (Shorea robusta), евкаліптів, рододендронів, ялівцю, баньяну, дубів, ясенів, кленів, залізного дерева з родини казуаринових (Casuarinaceae).

## Економіка
Сільське господарство — основа економіки провінції. Широко застосовується зрошення полів, вони можуть давати до двох урожаїв на рік. У Західній Яві вирощують рис, цукрову тростину, кукурудзу, арахіс, чай, хінне дерево. Каучукові дерева ростуть на висоті від 90 до 460 м над рівнем моря.
Промисловість випускає харчові продукти, напої, тютюнові вироби, тканини, папір, меблі, папір, хімікати, гумові товари, а також обладнання для виробництва шкіряних виробів, металеві вироби, транспортне обладнання.

### Транспорт
Мережа доріг та залізниць з'єднує Бандунг із Сукабумі, Богором, Чиребоном, Джакартою.

## Демографія
Західна Ява — найбільша за населенням провінція Індонезії. Сунданці є найбільшою етнічною групою. Тут також проживають яванці, батавці, чиребонці.
Етнічний склад населення Західної Яви, за даними переписів населення 2000 і 2010 років, був таким:
| Народи      | Чисельність (2000) | Доля в населенні (2000) | Чисельність (2010) | Доля в населенні (2010) |
| ----------- | ------------------ | ----------------------- | ------------------ | ----------------------- |
| Сунданці    | 26 297 124         | 73,73 %                 | 30 889 910         | 71,87 %                 |
| Яванці      | 3 939 465          | 11,04 %                 | 5 710 652          | 13,29 %                 |
| Батавці     | 1 901 930          | 5,33 %                  | 2 664 143          | 6,20 %                  |
| Чиребонці   | 1 890 102          | 5,30 %                  | 1 812 842          | 4,22 %                  |
| Батаки      | 275 230            | 0,77 %                  | 467 438            | 1,09 %                  |
| Китайці     | 163 255            | 0,46 %                  | 254 920            | 0,59 %                  |
| Мінангкабау | 168 999            | 0,47 %                  | 241 169            | 0,56 %                  |
| Малайці     | н/д                | н/д                     | 190 224            | 0,44 %                  |
| Інші        | 1 032 269          | 2,89 %                  | 750 780            | 1,75 %                  |
| Всього      | 35 668 374         | 100,00 %                | 42 982 078         | 100,00 %                |

Майже всі жителі провінції сповідують іслам. За даними перепису населення 2010 року тут проживало 41 763 592 мусульманина (97,0 % населення); серед інших найбільше було християн — 1 030 147 осіб (2,4 % населення).

## Адміністративний поділ

Мапа провінції Західна Ява

До складу провінції входять 17 округів та 9 муніципалітетів (міст):
| Назва                                        | Площа, км² | Населення, осіб (2010, перепис) | Адміністративний центр                      |
| -------------------------------------------- | ---------- | ------------------------------- | ------------------------------------------- |
| Богор (індонез. Bogor)                       | 2 710,62   | 4 771 932                       | Чибінонг (індонез. Cibinong)                |
| Сукабумі (індонез. Sukabumi)                 | 4 145,70   | 2 341 409                       | Палабуганрату (індонез. Palabuhanratu)      |
| Чіанджур (індонез. Cianjur)                  | 3 840,16   | 2 171 281                       | Чіанджур (індонез. Cianjur)                 |
| Бандунг (індонез. Bandung)                   | 1 767,96   | 3 178 543                       | Сореанг (індонез. Soreang)                  |
| Ґарут (індонез. Garut)                       | 3 074,07   | 2 404 121                       | Тароґонг-Кідул (індонез. Tarogong Kidul)    |
| Тасікмалая (індонез. Tasikmalaya)            | 2 551,19   | 1 675                           | Сингапарна (індонез. Singaparna)            |
| Чіаміс (індонез. Ciamis)                     | 2 424,71   | 1 532 504                       | Чіаміс (індонез. Ciamis)                    |
| Кунінган (індонез. Kuningan)                 | 1 110,56   | 1 035 589                       | Кунінган (індонез. Kuningan)                |
| Чиребон (індонез. Cirebon)                   | 984,52     | 2 067 196                       | Сумбер (індонез. Sumber)                    |
| Маджаленка (індонез. Majalengka)             | 1 204,24   | 1 166 473                       | Маджаленка (індонез. Majalengka)            |
| Сумеданг (індонез. Sumedang)                 | 1 518,33   | 1 093 602                       | Сумеданг (індонез. Sumedang)                |
| Індрамаю (індонез. Indramayu)                | 2 040,11   | 1 663 737                       | Індрамаю (індонез. Indramayu)               |
| Субанг (індонез. Subang)                     | 1 893,95   | 1 465 157                       | Субанг (індонез. Subang)                    |
| Пурвакарта (індонез. Purwakarta)             | 825,74     | 852 521                         | Пурвакарта (індонез. Purwakarta)            |
| Караванг (індонез. Karawang)                 | 1 652,20   | 2 127 791                       | Західний Караванг (індонез. Karawang Barat) |
| Бекасі (індонез. Bekasi)                     | 1 224,88   | 2 630 401                       | Чикаранг-Пусат (індонез. Cikarang Pusat)    |
| Західний Бандунг (індонез. Bandung Barat)    | 1 305,77   | 1 510 284                       | Нгампрах (індонез. Ngamprah)                |
| місто Богор (індонез. Kota Bogor)            | 118,50     | 950 334                         |                                             |
| місто Сукабумі (індонез. Kota Sukabumi)      | 48,25      | 298 681                         |                                             |
| місто Бандунг (індонез. Kota Bandung)        | 167,67     | 2 394 873                       |                                             |
| місто Чиребон (індонез. Kota Cirebon)        | 37,36      | 296 389                         |                                             |
| місто Бекасі (індонез. Kota Bekasi)          | 206,61     | 2 334 871                       |                                             |
| місто Депок (індонез. Kota Depok)            | 200,29     | 1 738 570                       |                                             |
| місто Чимагі (індонез. Kota Cimahi)          | 39,27      | 541 177                         |                                             |
| місто Тасікмалая (індонез. Kota Tasikmalaya) | 171,61     | 635 464                         |                                             |
| місто Банджар (індонез. Kota Banjar)         | 113,49     | 175 157                         |                                             |
| Провінція Західна Ява                        | 35 377,76  | 43 053 732                      | Бандунг (індонез. Kota Bandung)             |